# 白云北路站
白云北路站是贵阳轨道交通2号线的地铁车站，位于中华人民共和国贵州省贵阳市白云区白云北路与云环中路交叉口南侧，为2号线北端终点站，亦是贵阳轨道交通系统最北端车站，于2021年4月28日开通。

## 车站结构
白云北路站沿白云北路呈南北向设置，为地下二层岛式站台车站，车站长388.6米，宽18.3米，车站地下一层为站厅层，地下二层为站台层。车站南侧设有一条单渡线，北侧设置两条存车线，供2号线车辆停放折返使用，并接入白云车辆段。
| 地面              | 出入口 | A、B、C出入口                                                                                 |
| 地下一层          | 站厅   | 客服中心、自动售票机、验票机                                                                  |
| 地下二层          | 站台   | \| \| \| █ 2号线落客 \| \| 島式 · 開左邊车门 \| \| \| \| \| \| █ 2号线往中兴路（白云中路） \| |
|                   |        | █ 2号线落客                                                                                   |
| 島式 · 開左邊车门 |        |                                                                                               |
|                   |        | █ 2号线往中兴路（白云中路）                                                                   |

## 车站出口
白云北路站共有3个出入口，各出口及周围设施如下所示：
| 编号                                  | 出入口信息                                       | 照片 | 无障碍设施 |
| ------------------------------------- | ------------------------------------------------ | ---- | ---------- |
| A出口 · 出口 · 上海地铁无障碍电梯标志 | 白云北路，云环路，恒大城，北尚御景               |      |            |
| B出口 · 出口 · 上海地铁无障碍电梯标志 | 白云北路，建安路，贵阳市白云区第十小学，新安小区 |      |            |
| C出口 · 出口                          | 白云北路，云环中路                               |      | 不適用     |
| 注： 设有                             |                                                  |      |            |

## 接驳交通

### 公交车
- 轨道白云北路站：58路，58路大站快车，60路，60路大站快车，93路，白云4路，白云5路，白云6路，白云7路，白云8路尖山村线，白云8路瓦窑村线，白云10路，白云12路，白云14路，白云23路，白云33路

## 车站历史
本站建设时期工程名为七机路口站，开通前正式命名为白云北路站，站名来自车站所处的白云北路。
- 2018年9月9日，车站主体结构封顶[2]。
- 2021年4月28日，车站随2号线工程通车开通[1]。